# Bouvincourt-en-Vermandois
Bouvincourt-en-Vermandois är en kommun i departementet Somme i regionen Hauts-de-France i norra Frankrike. Kommunen ligger i kantonen Péronne som tillhör arrondissementet Péronne. År 2022 hade Bouvincourt-en-Vermandois 147 invånare.

## Befolkningsutveckling
Antalet invånare i kommunen Bouvincourt-en-Vermandois
| Referens: INSEE |